# Sémézies-Cachan
 Sémézies-Cachan  es una población y comuna francesa, ubicada en la región de Mediodía-Pirineos, departamento de Gers, en el distrito de Auch y cantón de Saramon.

## Demografía
| 122 | 125 | 98 | 80 | 71 | 75 |
| Para los censos de 1962 a 1999 la población legal corresponde a la población sin duplicidades (Fuente: INSEE [Consultar]) |     |    |    |    |    |